# Accademia dei Lincei

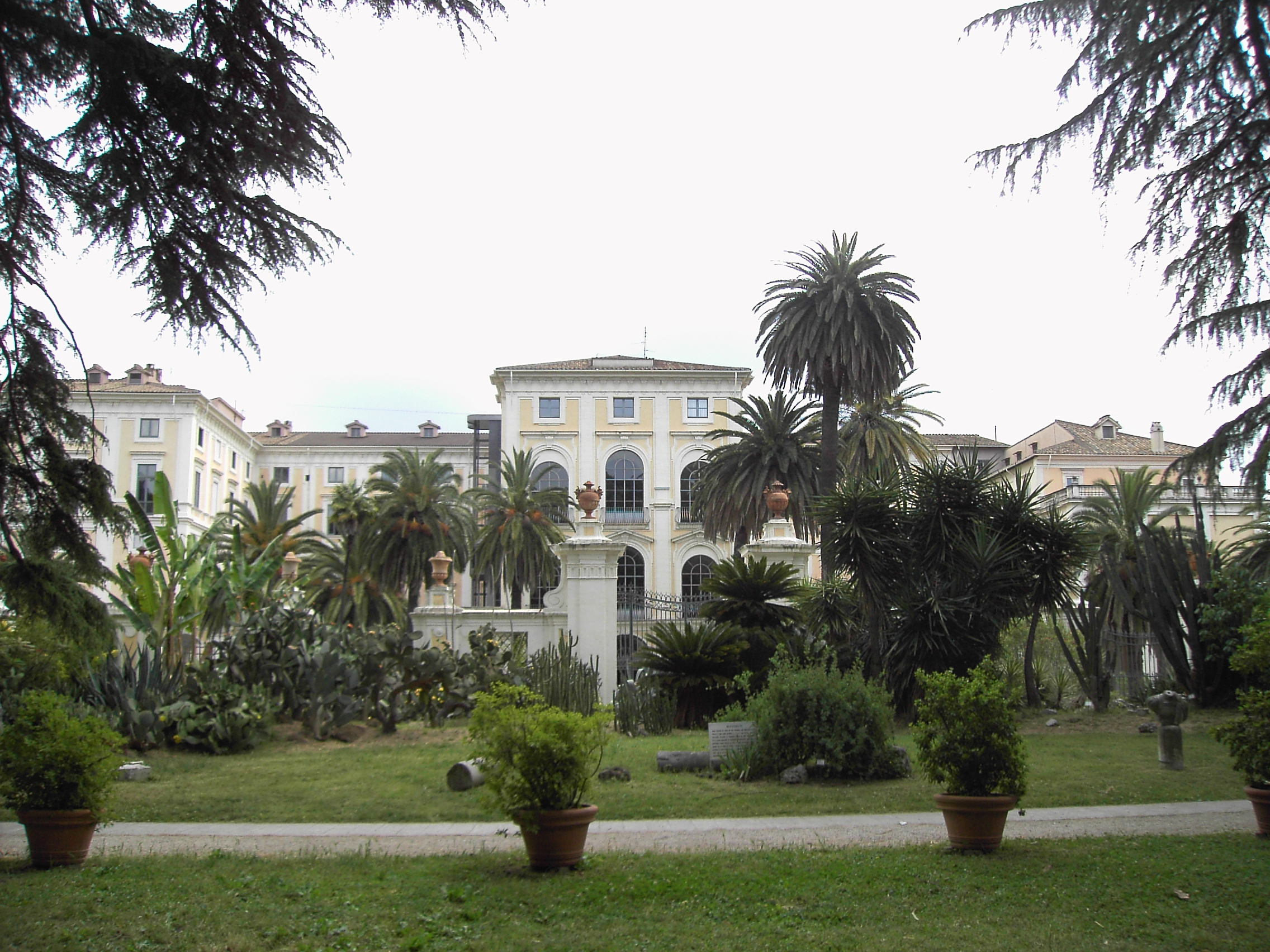
Palazzo Corsini i Trastevere – säte för Accademia dei Lincei

Accademia dei Lincei, italienska linceo ’lodjur’, ”de skarpögdas akademi”, är en italiensk naturvetenskaplig akademi som huserar i Palazzo Corsini vid Via della Lungara i Trastevere i Rom.
Accademia dei Lincei, grundad 1603 av Federico Cesi, är den äldsta italienska akademin. Accademia dei Lincei var nära lierad med Galileo Galilei och Giovanni Battista Della Porta, och dess verksamhet upphörde i och med rättegången mot den förre 1632.
Drygt tvåhundra år senare, 1847, återupplivades akademin under namnet Accademia pontificia dei nuovi Lincei. Italiens officiella vetenskapsakademi, Accademia Nazionale dei Lincei, grundad 1870, menar sig också ha anor från den ursprungliga akademin.